# Bancasi Airport
Bancasi Airport is een vliegveld in de Filipijnse stad Butuan op het eiland Mindanao. Het is het enige vliegveld in Agusan del Norte en het grootste van de regio Caraga. Bancasi Airport is door de Civil Aviation Authority of the Philippines geclassificeerd als een "groot commercieel binnenlands vliegveld".
In 2010 werden 3.366 vluchtbewegingen uitgevoerd van en naar Bancasi Airport. Er werden 382.843 passagiers en 5224 ton vracht vervoerd.

## Luchtvaartmaatschappijen en bestemmingen
De volgende luchtvaartmaatschappijen vliegen op Bancasi Airport (situatie november 2012):
- Cebu Pacific - Cebu, Manilla, Davao
- Airphil Express - Manilla, Cebu